# Dali (božica)
Dali (Daal, Dæl) je božica u gruzijskoj mitologiji, zaštitnica divljih planinskih životinja poput divokoza i jelena i zaštitnica lovaca. Često se uspoređuje s grčkom Afroditom ili asirskom božicom Ištar. Opisuje se kao lijepa žena zlatne kose i svijetle puti, a često se i prikazuje u liku jelena ili neke druge životinje s Kavkaza. U narodnim predajama Svana opisuje se i kao lovkinja na muškarce. Prema usmenoj predaji, živi u pećini na vrhu planine odakle motri divlje životinje.
Ime vjerojatno dolazi od gruzijskog dila što znači "jutro", dok u osetskom jeziku dælimon znači "demon", pa sama etimologija imena nije razjašnjena.